# 極正弦
極正弦（polar sine）是正弦函數的推廣。
其將正弦函數從原本只能計算平面角推廣到可以計算多胞形的頂角。
極正弦函數通常記為psin或polsin。
不同於一般的正弦，極正弦的輸入值並非是角度，而是能代表特定立體角的向量組。

## 定義

### n維空間的n向量

左側3D體積的解釋：平行六面體（對應極正弦定義中的），右側：長方體（對應極正弦定義中的）。在更高維度上的解釋是相似的

令v1, ..., vn（n ≥ 1）為n維空間（ℝn）的非零歐幾里德向量，該向量從平行多胞形的頂點定向，形成平行多胞形的邊。則頂角的極正弦為：
{\displaystyle \operatorname {psin} (\mathbf {v} _{1},\dots ,\mathbf {v} _{n})={\frac {\Omega }{\Pi }},}
其中分子是行列式：
{\displaystyle {\begin{aligned}\Omega &=\det {\begin{bmatrix}\mathbf {v} _{1}&\mathbf {v} _{2}&\cdots &\mathbf {v} _{n}\end{bmatrix}}={\begin{vmatrix}v_{11}&v_{21}&\cdots &v_{n1}\\v_{12}&v_{22}&\cdots &v_{n2}\\\vdots &\vdots &\ddots &\vdots \\v_{1n}&v_{2n}&\cdots &v_{nn}\\\end{vmatrix}}\end{aligned}}\,,}
其等價於具有向量邊的平行多胞形的有符號超體積。
{\displaystyle {\begin{aligned}\mathbf {v} _{1}&=(v_{11},v_{12},\dots ,v_{1n})^{T}\\\mathbf {v} _{2}&=(v_{21},v_{22},\dots ,v_{2n})^{T}\\&\,\,\,\vdots \\\mathbf {v} _{n}&=(v_{n1},v_{n2},\dots ,v_{nn})^{T}\,,\\\end{aligned}}}
而分母是所有頂角邊長的積：
{\displaystyle \Pi =\prod _{i=1}^{n}\|\mathbf {v} _{i}\|}
它等於n維超矩形的超體積，其邊等於向量長度||v1||, ||v2||, ... ||vn||，而非向量本身。另見埃里克森的著作。
平行多胞形有如「壓扁的超矩形」，因此它的超體積比超矩形小，這意味著（可參閱附圖的3D範例）：
{\displaystyle |\Omega |\leq \Pi \implies {\frac {|\Omega |}{\Pi }}\leq 1\implies -1\leq \operatorname {psin} (\mathbf {v} _{1},\dots ,\mathbf {v} _{n})\leq 1\,,}
對於一般的正弦，只有在所有向量相互正交的情況下才能達到其中任一個極值。
在n = 2的情況下，極正弦是兩個向量之間角度的普通正弦。

### n維角
如果一個n維角有一個以該角之頂點為中心的n維球體，則從該角之頂點射出的n條射線會與該n維球體交於n個點，這些n個點在n維球體表面的(n−1)維球面空間中形成單純形。此時將這個球面空間中單純形的極正弦定義為該單純形對應之對角的極正弦值。對於n維球面的單純形S，如果頂點Vi和Vj之間的邊長為Eij，則其在高斯曲率K > 0之空間中的極正弦值由下式給出：
{\displaystyle \operatorname {psin} ^{2}\left(S\right)={\begin{vmatrix}1&\cos E_{01}{\sqrt {K}}&\cos E_{02}{\sqrt {K}}&\cdots &E_{0n}{\sqrt {K}}\\\cos E_{10}{\sqrt {K}}&1&\cos E_{12}{\sqrt {K}}&\cdots &E_{1n}{\sqrt {K}}\\\cos E_{20}{\sqrt {K}}&\cos E_{21}{\sqrt {K}}&1&\cdots &E_{2n}{\sqrt {K}}\\\vdots &\vdots &\vdots &\ddots &\vdots \\\cos E_{n0}{\sqrt {K}}&\cos E_{n1}{\sqrt {K}}&\cos E_{n2}{\sqrt {K}}&\cdots &1\end{vmatrix}}}

### 高維空間
可以使用格拉姆行列式定義適用於任何m維空間的非負極正弦。此時，分子為：
{\displaystyle \Omega ={\sqrt {\det \left({\begin{bmatrix}\mathbf {v} _{1}&\mathbf {v} _{2}&\cdots &\mathbf {v} _{n}\end{bmatrix}}^{T}{\begin{bmatrix}\mathbf {v} _{1}&\mathbf {v} _{2}&\cdots &\mathbf {v} _{n}\end{bmatrix}}\right)}}\,,}
其中，上標的T代表矩陣的轉置。只有當m ≥ n時，該值才可能非零。在m = n 的情況下，這相當於前面給出的定義之絕對值。在m < n退化的情況中，行列式將是奇異n × n矩陣，得到Ω = 0，因為此時在m維空間中不可能有n個線性獨立向量。

## 性質

### 向量互換
由於行列式交換行的反對稱性，因此只要兩個向量互換，極正弦就會正負變號；不過，極正弦的絕對值並不會因此改變。
{\displaystyle {\begin{aligned}\Omega &=\det {\begin{bmatrix}\mathbf {v} _{1}&\mathbf {v} _{2}&\cdots &\mathbf {v} _{i}&\cdots &\mathbf {v} _{j}&\cdots &\mathbf {v} _{n}\end{bmatrix}}\\&=-\!\det {\begin{bmatrix}\mathbf {v} _{1}&\mathbf {v} _{2}&\cdots &\mathbf {v} _{j}&\cdots &\mathbf {v} _{i}&\cdots &\mathbf {v} _{n}\end{bmatrix}}\\&=-\Omega \end{aligned}}}

### 向量與純量乘法的不變性
如果將代入極正弦的所有向量v1, ..., vn皆乘以一個純量的常數ci，則由於因式分解，極正弦的值不會改變。
{\displaystyle {\begin{aligned}\operatorname {psin} (c_{1}\mathbf {v} _{1},\dots ,c_{n}\mathbf {v} _{n})&={\frac {\det {\begin{bmatrix}c_{1}\mathbf {v} _{1}&c_{2}\mathbf {v} _{2}&\cdots &c_{n}\mathbf {v} _{n}\end{bmatrix}}}{\prod _{i=1}^{n}\|c_{i}\mathbf {v} _{i}\|}}\\[6pt]&={\frac {\prod _{i=1}^{n}c_{i}}{\prod _{i=1}^{n}|c_{i}|}}\cdot {\frac {\det {\begin{bmatrix}\mathbf {v} _{1}&\mathbf {v} _{2}&\cdots &\mathbf {v} _{n}\end{bmatrix}}}{\prod _{i=1}^{n}\|\mathbf {v} _{i}\|}}\\[6pt]&=\operatorname {psin} (\mathbf {v} _{1},\dots ,\mathbf {v} _{n}).\end{aligned}}}
如果有奇數個常數為負值，則極正弦的值會正負變號，但絕對值仍然會維持不變。

### 非線性獨立的情況
如果向量不是線性獨立的，則極正弦值為零。而在維數m嚴格小於向量數n的退化情況下，則極正弦也為零。

### 與對應的餘弦之關係
兩個非零向量之間的角度之餘弦值由下式給出：
{\displaystyle \cos(\mathbf {v} _{1},\mathbf {v} _{2})={\frac {\mathbf {v} _{1}\cdot \mathbf {v} _{2}}{\|\mathbf {v} _{1}\|\|\mathbf {v} _{2}\|}}\,}
其使用了点积和向量長的乘積。將此式與上面給出的極正弦絕對值的定義進行比較，可以得到：
{\displaystyle \left|\operatorname {psin} (\mathbf {v} _{1},\ldots ,\mathbf {v} _{n})\right|^{2}=\det \!\left[{\begin{matrix}1&\cos(\mathbf {v} _{1},\mathbf {v} _{2})&\cdots &\cos(\mathbf {v} _{1},\mathbf {v} _{n})\\\cos(\mathbf {v} _{2},\mathbf {v} _{1})&1&\cdots &\cos(\mathbf {v} _{2},\mathbf {v} _{n})\\\vdots &\vdots &\ddots &\vdots \\\cos(\mathbf {v} _{n},\mathbf {v} _{1})&\cos(\mathbf {v} _{n},\mathbf {v} _{2})&\cdots &1\\\end{matrix}}\right].}
特別是對於維數n = 2時，其等價於：
{\displaystyle \sin ^{2}(\mathbf {v} _{1},\mathbf {v} _{2})=1-\cos ^{2}(\mathbf {v} _{1},\mathbf {v} _{2})\,,}
即勾股定理。

## 歷史
歐拉在18世紀時研究了極正弦。

## 外部連結
- 埃里克·韦斯坦因. . MathWorld.